# Edvīns Ķeņģis
Edvīns Ķeņģis (Aussprache: [ˈɛdviːns ˈcɛɲɟis], * 12. April 1959 in Cēsis) ist ein lettischer Schachgroßmeister und -trainer. 

## Werdegang
Im Jahre 1989 gewann Ķeņģis das Open in Boston und teilte sich ein Jahr später beim Lloyds Bank Open den 2. bis 4. Platz. 2001 gewann er die Offene Estnische Meisterschaft in Pühajärve, teilte sich den 3. bis 5. Platz in Kilingi-Nõmme (EST-ch, Kaido Külaots gewann). 2002 siegte er beim Schachfestival Bad Wörishofen vor Kiril Georgiew. Im Jahre 2003 folgte ein Sieg bei der Golden Kleopatra in Ägypten und ein Jahr später gewann er das I Jyri Vetemaa Memorial Turnier in Pärnu.
Im Jahre 1982 wurde er Internationaler Meister, 1991 erhielt er den Großmeistertitel. Er hat eine Elo-Zahl von 2545 (Stand: Mai 2016) und läge damit in der nationalen Rangliste auf Platz vier, wird jedoch als inaktiv geführt, da er seit einem im Dezember 2009 in Schardscha ausgetragenen Turnier keine gewertete Partie mehr gespielt hat. Seine höchste Elo-Zahl war 2594 im Juli 2002.
Ķeņģis konnte achtmal die lettische Meisterschaft für sich entscheiden (1984, 1987, 1988, 1989, 1990, 1997, 2004 und 2005). Im Jahre 1985 konnte er die Baltische Meisterschaft in Pärnu für sich entscheiden und 1986 teilte er sich den ersten Platz mit Alexander Shabalov und Alexander Malevinsky in Haapsalu.

## Nationalmannschaft
Ķeņģis nahm als Spieler sechsmal an Schacholympiaden teil (1992–1998 und 2002–2004), außerdem an der Mannschaftsweltmeisterschaft 1993 und den Mannschaftseuropameisterschaften 1997 und 2001.

## Vereine
In der deutschen Schachbundesliga spielte Ķeņģis von 1999 bis 2002 beim Godesberger SK und von 2002 bis 2007 bei der SG Porz, mit der er in der Saison 2003/04 deutscher Mannschaftsmeister wurde. In der belgischen Interclubs spielte er in der Saison 2005/06 bei Cercle des Echecs de Charleroi, in der polnischen Mannschaftsmeisterschaft 1999 bei KKSz Gant-Hetman Wrocław.